# Pallipattu
Pallipattu es una ciudad y nagar Panchayat situada en el distrito de Tiruvallur en el estado de Tamil Nadu (India). Su población es de 8721 habitantes (2011). Se encuentra a 60 km de Tiruvallur.

## Demografía
Según el censo de 2011 la población de Pallipattu era de 8721 habitantes, de los cuales 4308 eran hombres y 4413 eran mujeres. Pallipattu tiene una tasa media de alfabetización del 82,30%, superior a la media estatal del 80,09%: la alfabetización masculina es del 89,09%, y la alfabetización femenina del 75,71%.